# Haimbachia aculeata
Haimbachia aculeata é uma espécie de mariposa pertencente à família Crambidae. Foi descrita pela primeira vez por Hampson em 1903.
Pode-se encontrar na Índia (em Sikkim, nos Himalaias) e na África do Sul.